# Michael Brouwer
Michael Brouwer (Apeldoorn, 21 januari 1993) is een Nederlands voetballer die als doelman voor FC Utrecht speelt.

## Carrière

### Jeugd
Michael Brouwer speelde in de jeugd van Vitesse/AGOVV en FC Twente, waarna hij in 2012 naar AGOVV Apeldoorn vertrok. Hier was hij reservekeeper achter Nick Hengelman en René Oosterhof, en kwam hij niet in actie. In januari 2013 werd AGOVV failliet verklaard en uit de competitie genomen.

### Heracles Almelo
Door het faillissement van AGOVV kon Brouwer transfervrij aansluiten bij Heracles Almelo. Hier was hij reservekeeper tot zijn contract in 2015 niet verlengd werd en hij bij SV Spakenburg aansloot. Voor het seizoen begon keerde hij alweer terug bij Heracles. Dit was omdat tweede keeper Dennis Telgenkamp naar FC Emmen vertrok, en er zodoende weer een reservekeeper nodig was. Na enkele seizoenen als reservekeeper debuteerde Brouwer op 25 september 2018 voor Heracles Almelo, in de met 1-2 gewonnen uitwedstrijd tegen FC Den Bosch in het toernooi om de KNVB beker.

### FC Emmen
In juli 2021 werd hij voor een jaar verhuurd aan degradant FC Emmen, waar hij voor het eerst in zijn carrière eerste keeper zou zijn. Hij keepte alle wedstrijden dat seizoen en werd met Emmen kampioen van de Keuken Kampioen Divisie. Hij hield in de helft van de wedstrijden, zeventien, de nul. Daarna keerde hij terug naar Heracles Almelo, dat juist de omgekeerde weg bewandelde en net was gedegradeerd uit de Eredivisie.

### Heracles Almelo
Terug bij Heracles Almelo werd hij voor de tweede achtereenvolgende keer kampioen van de Keuken Kampioen Divisie. Op de laatste speeldag eindigde Brouwer met Heracles op doelsaldo als kampioen boven PEC Zwolle. Beide ploegen waren al weken daarvoor definitief verzekerd van directe promotie. Ook dit seizoen speelde Brouwer alle 38 competitiewedstrijden en hield hij zestien keer de nul.

### FC Urecht
Vanaf het seizoen 2024-25 speelt Brouwer voor FC Utrecht, dat hem transfervrij overnam van Heracles.

### Statistieken
| Seizoen                   | Club            | Competitie     | Competitie | Competitie | Beker | Beker | Overig | Overig | Totaal | Totaal |
| Seizoen                   | Club            | Competitie     | Wed.       | Dlp.       | Wed.  | Dlp.  | Wed.   | Dlp.   | Wed.   | Dlp.   |
| ------------------------- | --------------- | -------------- | ---------- | ---------- | ----- | ----- | ------ | ------ | ------ | ------ |
| 2012/13                   | AGOVV           | Eerste divisie | 0          | 0          | 0     | 0     | 0      | 0      | 0      | 0      |
| 2012/13                   | Heracles Almelo | Eredivisie     | 0          | 0          | 0     | 0     | 0      | 0      | 0      | 0      |
| 2013/14                   | Heracles Almelo | Eredivisie     | 0          | 0          | 0     | 0     | 0      | 0      | 0      | 0      |
| 2014/15                   | Heracles Almelo | Eredivisie     | 0          | 0          | 0     | 0     | 0      | 0      | 0      | 0      |
| 2015/16                   | Heracles Almelo | Eredivisie     | 0          | 0          | 0     | 0     | 0      | 0      | 0      | 0      |
| 2016/17                   | Heracles Almelo | Eredivisie     | 0          | 0          | 0     | 0     | 0      | 0      | 0      | 0      |
| 2017/18                   | Heracles Almelo | Eredivisie     | 0          | 0          | 0     | 0     | 0      | 0      | 0      | 0      |
| 2018/19                   | Heracles Almelo | Eredivisie     | 2          | 0          | 2     | 0     | 0      | 0      | 4      | 0      |
| 2019/20                   | Heracles Almelo | Eredivisie     | 0          | 0          | 3     | 0     | 0      | 0      | 3      | 0      |
| 2020/21                   | Heracles Almelo | Eredivisie     | 7          | 0          | 1     | 0     | 0      | 0      | 8      | 0      |
| 2021/22                   | → FC Emmen      | Eerste Divisie | 38         | 0          | 1     | 0     | 0      | 0      | 39     | 0      |
| 2022/23                   | Heracles Almelo | Eerste Divisie | 38         | 0          | 0     | 0     | 0      | 0      | 38     | 0      |
| 2023/24                   | Heracles Almelo | Eredivisie     | 34         | 0          | 0     | 0     | 0      | 0      | 34     | 0      |
| Carrièretotaal            | Carrièretotaal  | Carrièretotaal | 119        | 0          | 7     | 0     | 0      | 0      | 126    | 0      |
| Bijgewerkt op 20 mei 2024 |                 |                |            |            |       |       |        |        |        |        |

## Erelijst

### FC Emmen
| Nationaal      |    |         |
| Eerste divisie | 1x | 2021/22 |

### Heracles Almelo
| Nationaal      |    |         |
| Eerste divisie | 1x | 2022/23 |

### Individueel
| Nationaal                |    |         |
| Tonny van Leeuwen-trofee | 1x | 2021/22 |

1 Barkas ·
2 Horemans ·
3 Van der Hoorn ·
5 Finnsson ·
6 Fraulo ·
7 Jensen ·
8 Bozdoğan ·
9 Min ·
11 Ohio ·
14 Iqbal ·
15 Blake ·
16 El Karouani ·
18 Toornstra ·
19 Descotte ·
20 Cathline ·
21 Aaronson ·
22 Rodríguez ·
23 Vesterlund ·
24 Viergever  ·
25 Brouwer ·
26 Jonathans ·
27 Engwanda ·
32 De Graaff ·
33 Gadellaa ·
40 Didden ·
44 Mukeh ·
91 Haller ·
Coach: Jans
· Assistent-trainer: Penders
· Keeperstrainer: Wapenaar